# Mohamed Konaté (Fußballspieler, 1997)
Mohamed Konaté (* 12. Dezember 1997 in Odienné, Elfenbeinküste) ist ein burkinischer Fußballspieler.

## Karriere

### Verein
Konaté spielte zunächst in der Elfenbeinküste bei der AS Denguélé. Im Januar 2016 wechselte er in die Republik Moldau zu Saxan Ceadîr-Lunga, wo er jedoch nie zum Einsatz kam. Im August 2016 wechselte er nach Russland zu Ural Jekaterinburg. Sein Debüt für Ural in der Premjer-Liga gab er im September 2016, als er am siebten Spieltag der Saison 2016/17 gegen Anschi Machatschkala in der 67. Minute für Giorgi Tschanturia eingewechselt wurde. In Jekaterinburg kam er insgesamt zu vier Kurzeinsätzen in der Premjer-Liga. Im Januar 2017 verließ er Russland wieder und wechselte nach Lettland zum SK Babīte. Für Babīte absolvierte er eine Partie in der Virslīga, in der er auch ein Tor erzielte, ehe der Verein im Juni 2017 aus der höchsten lettischen Spielklasse ausgeschlossen wurde.
Daraufhin wechselte Konaté im Juli 2017 nach Kasachstan zum FK Qairat Almaty, für den er allerdings nie spielen sollte. Zur Saison 2018 wechselte der Stürmer nach Belarus zum FK Homel. Für Homel absolvierte er zwölf Partien in der Wyschejschaja Liha, in denen er zwei Tore erzielte. Nach einem halben Jahr in Belarus wechselte er im Juli 2018 nach Armenien zum FC Pjunik Jerewan. Für den Hauptstadtklub kam er in der Saison 2018/19 zu 15 Einsätzen in der Bardsragujn chumb und traf dabei sechs Mal. Zur Saison 2019/20 kehrte Konaté nach Russland zurück und schloss sich dem FK Tambow an. Nach nur zwei Einsätzen für Tambow in der Premjer-Liga verließ er den Verein bereits im September 2019 wieder und wechselte zum Zweitligisten FK Chimki.
Für Chimki absolvierte er bis zum Saisonabbruch acht Partien in der Perwenstwo FNL, mit dem Verein stieg er nach Ende der Saison 2019/20 in die Premjer-Liga auf. In der Saison 2020/21 kam er zu 26 Einsätzen in der Premjer-Liga, in denen er dreimal traf. Zur Saison 2021/22 wechselte er zum Ligakonkurrenten Achmat Grosny. Für Achmat kam er in drei Jahren zu 80 Einsätzen im russischen Oberhaus, in denen er 30 Tore erzielte.
Im August 2024 wechselte Konaté nach Saudi-Arabien zum Al-Riyadh SC.

### Nationalmannschaft
Der gebürtige Ivorer Konaté debütierte im Oktober 2020 in einem Testspiel gegen die DR Kongo für die burkinische Nationalmannschaft. Am 2. September 2021 gelang ihm WM-Qualifikationsspiel gegen den Niger sein erster Treffer.